# Marie-France Beaufils
Pour les articles homonymes, voir Beaufils.
Marie-France Beaufils, née le 22 novembre 1946 à Pleumartin (Vienne), est une femme politique française. Membre du Parti communiste français, elle est conseillère générale du canton de Saint-Pierre-des-Corps de 1982 à 2001, sénatrice d'Indre-et-Loire de 2001 à 2017 et maire de Saint-Pierre-des-Corps de 1983 à 2020.

## Biographie
Institutrice de profession, Marie-France Beaufils adhère au Parti communiste français en 1967. Elle entre au conseil municipal de Saint-Pierre-des-Corps aux élections municipales de 1977 et devient adjointe au maire. Élue conseillère générale en 1982, elle devient maire de Saint-Pierre-des-Corps en 1983. Elle est vice-présidente de la Communauté d'agglomération Tours Plus, et siège au Conseil supérieur du service public ferroviaire à partir de 1999. 
Reconduite aux cantonales de mars 2001, elle est élue le 23 septembre 2001 lors des élections sénatoriales au scrutin proportionnel sous l'étiquette PCF et quitte le conseil général.
Animatrice jusqu'en janvier 2007 du collectif unitaire anti-libéral de Saint-Pierre-des-Corps qui devient le comité de soutien à la candidature de Marie-George Buffet, elle est candidate aux élections législatives de 2007 dans la 3e circonscription d'Indre-et-Loire, et recueille 4 362 voix, soit 7,48 % des suffrages exprimés.
Aux élections municipales de 2008, la liste d'union PS-PCF qu'elle dirige à Saint-Pierre-des-Corps, l'emporte dès le 1er tour avec 57,2 % des voix.
En 2009, elle prend la tête de la liste Front de Gauche pour les élections européennes du 7 juin dans la circonscription Centre-Massif Central, qui regroupe les régions administratives Centre, Auvergne et Limousin. Bien qu'ayant obtenu 8,07 % des voix, elle n'est pas élue.
Elle se porte à nouveau candidate lors des élections sénatoriales de 2011 en Indre-et-Loire et est réélue le 25 septembre 2011.
En juillet 2016, Marie-France Beaufils publie un rapport d'informations parlemenaire dans laquelle elle dresse un bilan sévère du crédit d'impôt pour la compétitivité et l'emploi (CICE), dispositif mis en place en janvier 2013 par le gouvernement Ayrault. Elle souligne que le coût important pour les finances publiques (manque à gagner de 19 milliards d'euros) est considérable alors que les effets sur l'emploi et la compétitivité sont très incertains,.
Marie-France Beaufils ne brigue pas un nouveau mandat au Sénat en 2017.
Elle annonce le 4 avril 2019, lors d'une assemblée générale de la section locale du PCF, qu'elle ne se représentera pas aux municipales de 2020, désirant voir s'« engager une nouvelle dynamique avec une équipe renouvelée ».

## Publication
- CICE : le rendez-vous manqué de la compétitivité ?, Rapport d'information de Mme Marie-France Beaufils, fait au nom de la commission des finances, n° 789 (2015-2016) - 13 juillet 2016, lire en ligne